# Glastemperatuur
De glastemperatuur of het glaspunt is de temperatuur waarbij een amorfe vaste stof zoals een glas of polymeer, bros wordt bij koeling, of zacht bij verwarming.
Glastemperaturen zijn vooral bij polymeren van groot belang. Hoewel sommige polymeren (zoals polyethyleen) ook kristallijne of semikristallijne vaste stoffen kunnen vormen, zijn de meeste niet (of niet goed) in staat tot een regelmatige stapeling van hun moleculen in een kristalrooster. Zij blijven daarom gemakkelijk tot onder hun eigenlijke smeltpunt vloeibaar. Bij een lagere temperatuur ondergaan zij alsnog een stollingsproces, waarbij veel van de bewegingsvrijheid van de polymeerketens teloorgaat. Kauzmann toonde aan dat een dergelijke overgang thermodynamisch noodzakelijk is, omdat anders bij nog lagere temperaturen een paradoxale situatie zou ontstaan. 
Voor veel polymeren met lineaire ketens komt de overgang van een stroperige vloeistof naar een harde glasachtige substantie in een vrij klein temperatuurgebied tot stand, en kan men aan de overgang een zogenoemde fictieve glastemperatuur Tg toekennen. Daarbij moet worden aangetekend dat de ligging van dit 'punt' – anders dan bij kristallijne smeltpunten – enigszins afhangt van de tijdschaal waarop men de overgang doorloopt. Men spreekt in dit verband wel van het tijd-temperatuursuperpositieprincipe. Anders geformuleerd: de glastemperatuur is alleen dan een vast punt op de temperatuurschaal als de verandering bij een bepaalde frequentie wordt gemeten. De mogelijkheid om differentiële scanning calorimetrie uit te voeren waarbij de temperatuur met een bepaalde frequentie gemoduleerd wordt heeft een veel preciezere meting van glaspunten mogelijk gemaakt.
Bij polymeren met talrijke kruisverbindingen tussen de koolstofketens verbreedt de glasovergang tot een geleidelijke verandering van eigenschappen over een breed temperatuurgebied. Men kan dan niet meer van een duidelijke glastemperatuur spreken. Een goed voorbeeld daarvan is gevulkaniseerd rubber. Een poging deze stof tot smelten te brengen is tevergeefs. Het materiaal wordt geleidelijk wat vervormbaar om vervolgens (onwelriekend) te ontleden.
Bij T > Tg :
- De ketens kunnen over elkaar glijden (vloeien; 'plastic').

Bij T < Tg :
- Het materiaal is een vaste, glasachtige stof.
- Het polymeer is in een amorfe toestand.

## Typische waarden
| Materiaal        | De glastemperatuur (in °C) |
| ---------------- | -------------------------- |
| PDMS             | −125                       |
| HDPE             | −120 tot −90               |
| LDPE             | −110 tot −25               |
| PP (atactisch)   | −20                        |
| pet              | 69 tot 75                  |
| pvc              | 65 tot 81                  |
| PS               | 90 tot 100                 |
| PP (isotactisch) | 100                        |
| PMMA             | 100 tot 120                |
| PC               | 150                        |
| PAI              | 295                        |